# Кинцхајм
Кинцхајм (фр. Kintzheim) насеље је и општина у Француској у региону Алзас, у департману Доња Рајна.
По подацима из 2011. године у општини је живело 1564 становника, а густина насељености је износила 83,28 становника/km².

## Демографија
| 1962. | 1968. | 1975. | 1982. | 1990. | 2011. |
| ----- | ----- | ----- | ----- | ----- | ----- |
| 1.107 | 1.333 | 1.486 | 1.479 | 1.449 | 1.564 |